# Acousmonium
 (mai 2023).
Si vous disposez d'ouvrages ou d'articles de référence ou si vous connaissez des sites web de qualité traitant du thème abordé ici, merci de compléter l'article en donnant les références utiles à sa vérifiabilité et en les liant à la section « Notes et références ».

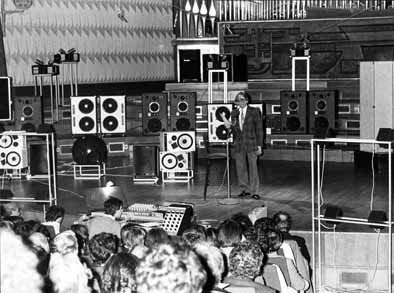
Pierre Schaeffer saluant au milieu de l'acousmonium du Groupe de recherches musicales.

Un acousmonium est un ensemble de haut-parleurs destiné à la diffusion publique de musiques composées dans un studio électroacoustique et fixées sur un support audio (œuvres dites acousmatiques). Il est d'usage d'utiliser la métaphore de « l'orchestre » de haut-parleurs lorsqu'il est associé à certains types de spatialisation et d'interprétation en concert. Il peut comporter un nombre quelconque d'enceintes (beaucoup de concerts sont effectués en octophonie), mais il devient spatialement significatif lorsque le dispositif est constitué d'au moins une vingtaine de points haut-parlants, qui, selon le type de sonofixation pratiqué et les choix esthétiques, peuvent être de caractéristiques identiques ou différentes.
L'acousmonium est un instrument dont le son est travaillé par un choix et un positionnement précis d'enceintes acoustiques, s'accordant selon les cas à des formats ou à des lieux plus ou moins spécifiques. Il se distingue du matériel de sonorisation classique en s'intégrant plus ou moins profondément avec la composition des œuvres (multiphonie), ou en mettant en avant la spatialisation et le jeu subjectif sur le son (spatialisation interprétée).
Il peut être mobile et s'adapter à des lieux et des auditoires variés (salles, extérieur...) ou être installé à demeure dans un espace dédié.

## Constitution
Selon qu'on le considère comme faisant partie de l'écriture d'œuvres spécifiquement composées pour lui (comme une partition écrite pour un orchestre), ou comme un instrument servant à adapter et à prolonger des œuvres composées pour des médias domestiques (comme une partition écrite pour orgue), le rôle et le choix des enceintes peut être très différent.
Dans la tradition issue de l'Acousmonium développé dans les années 70 au Groupe de Recherche Musicale, il repose sur de multiples paires d'enceintes, qui sont le plus souvent organisées spatialement face au public suivant plusieurs plans de distance, celles-ci pouvant être complétées d'une manière plus ou moins importante par d'autres paires situées sur les côtés et à l'arrière, plus rarement en élévation. Particulièrement adapté la spatialisation de compositions stéréophoniques, ce principe est de plus en plus associé à une organisation circulaire, plus à même de pouvoir diffuser les compositions octophoniques qui se sont développées à partir des années 80 et qui sont assez répandues aujourd'hui. C'est ce qu'on peut appeler la conception classique ou historique de l'acousmonium.
Conception instrumentale (interprétation stéréopĥonique)
Autour du cœur du dispositif, constitué d’une assise d’enceintes de référence (en neutralité et en puissance), est déployée toute une gamme de haut-parleurs aux caractéristiques précises, capables de restituer chacun une palette de « couleurs » distincte : du suraigu à l’infra basse, chaque projecteur de son a été sélectionné pour ses qualités propres, lui donnant un rôle spécifique intégré à l’ensemble. On trouvera ainsi des projecteurs dont le rôle est de soutenir les crescendos ou les effets de masse, quand d’autres seront sollicités pour donner du contour, de la présence à une « écriture » détaillée, ou encore discrètement soutenir et arrondir des basses, faire étinceler des aigus, rendre un son creux, renforcer un effet d’éloignement ou de proximité… C’est ce choix d’une grande diversité de types d’enceintes (dont certaines sont fabriquées sur mesure) qui caractérise chaque acousmonium dans cette conception. Cette recherche de différentiation complète les enceintes de référence qui assurent l'intégrité du son et de l'image spatiale qui sont souvent au minimlum au nombre de huit pour permettre la diffusion des supports octophoniques. Le rapport entre les deux types d'enceintes, références et colorations, est également ce qui caractérise chaque acousmonium. Le dispositif peut être « accordé » au moment de chaque nouvelle installation dans un nouvel espace (les bandes de fréquences des voies de diffusion sont corrigées à l'aide de filtres (égaliseurs) pour équilibrer l'ensemble).
Un grand acousmonium est usuellement composé de quarante à cent haut-parleurs reliés à une console de projection, analogique ou numérique, allant de vingt-quatre à soixante-douze voies de diffusion, mais beaucoup peuvent en comporter nettement moins.
Comme une pièce de théâtre jouée sur une scène, l’œuvre acousmatique qui n'a pas été composée directement pour acousmonium peut être "projetée" pour déployer dans la salle et apprécier toute la dimension spatiale et imaginaire qui était contenue à l'intérieur de la stéréophonie, ou d'autres formats jusqu'à l'octophonie. L’immersion dans l’espace de projection plonge l'auditeur au cœur de l'expressivité de l’œuvre, la détaille, la révèle, et enrichit la perception du public d’une dimension plus vaste, par les choix d’implantation, les parcours du son dans l’espace, l’étagement des plans, le jeu sur les filtrages et les intensités définis par l'interprète.[pertinence contestée] À la console, le régisseur a un véritable rôle d’interprète de l’œuvre en public. Tout comme le chef d’orchestre, il se charge de préciser les nuances, les contrastes et les couleurs, les effets de masse et les soli, le relief et bien sûr la mise en espace, avec ses effets cinétiques, ses mouvements proche/lointain, gauche/droite, etc. Cela nécessite des répétitions, une grande concentration, une connaissance parfaite de l’œuvre acousmatique qui acquiert une véritable seconde vie au concert, très différente par exemple de l'écoute originale sur disque.
Conception cinématographique (espace sonofixé)
À la manière de la nomenclature d'un orchestre, la définition d'un acousmonium peut passer par celle d'un format spatial qui regroupe à la fois un type d'organisation spatiale (2 ou 3 dimensions, les plans, l'élévation, la densité, la résolution...) et la manière dont cet espace est inscrit sur le support (correspondance des canaux, techniques de codage, coordonnées). Cette définition est nécessaire pour permettre la composition des sons et leur écriture sono-spatiale complète, et en assurer la reproduction à l'intérieur d'une marge plus ou moins grande de variations possibles. Cette démarche est aujourd'hui assurée dans les lieux et les ensembles de haut-parleurs basés sur le dôme, mais est encore peu répandue dans les grands acousmoniums traditionnels, basés sur une plus grande diversité matérielle et des lieux de diffusion potentiellement plus variés.
Comme la composition comporte déjà sur le support audio toutes les nuances de matière et d'espace, toute l'écriture polyphonique des masses spatiales et des mouvements qui font partie intégrante du son et de l'œuvre, une spatialisation et une interprétation sont généralement inutiles au delà de l'ajustement fin du volume global.
Aujoiurd'hui les deux conceptions sont souvent associées dans les grands acousmoniums (BEAST, Musiques & Recherches...) permettant aussi bien la spatialisation interprétée des œuvres de petits formats (stéréo à octophonie) que des œuvres multiphoniques composées directement pour acousmoniums.

## Historique
D'après François Bayle, qui définit le terme et le concept d'acousmonium en 1974 au sein de l'INA-GRM, c’est l’instrument de la mise en scène de l’audible. Il désigne ainsi un dispositif constitué d'un ensemble de “projecteurs sonores” orchestrant l’image acoustique, délaissant alors l'idée de sonorisation.
François Bayle conçoit son dispositif comme une série d’« écrans sonores » multiphoniques, variés en calibres, distances, directions, l'aidant à « organiser l’espace acoustique selon les données de la salle, et l’espace psychologique selon les données de l’œuvre. Aménageant tutti et soli, nuances et contrastes, reliefs et mouvements, le musicien au pupitre devient le concepteur d’une orchestration et d’une interprétation vivante ».
Dans les années 90 le terme d'acousmonium s'est étendu à tout ensemble et configuration de haut-parleurs destiné à la projection publique des œuvres acousmatiques. Depuis les années 2010 il est plutôt revendiqué par les tenants de l'interprétation et il est plus rarement employé à propos de dispositions basées sur d'autres principes comme les dômes.

## Interprétation
Depuis sa naissance, la musique concrète/acousmatique s'est confrontrée à la double destination des compositions sonofixées : la diffusion de médias (disque et radio) et la diffusion publique principalement à travers le concert de haut-parleurs et les installations. Dans le cadre du concert, et en regard de la dimension sans cesse grandissante du répertoire acousmatique stéréophonique mondial depuis 1948, la tradition où le-la compositeur-trice pouvait spatialiser lui-elle même son œuvre a été peu à peu complétée ou remplacée par des interprètes professionnels, intégrant cette partie de l'art acousmatique dans la tradition musicale. Selon la compagnie musicale Motus[2] : "À la fois art de support réalisé en studio en temps différé et spectacle vivant ..., l’art acousmatique est à la croisée de plusieurs pratiques, de plusieurs histoires artistiques."
Ce musicien-spatialisateur, aux commandes de la console de projection de l’acousmonium, structure et guide l’écoute des auditeurs à l’aide de mouvements dynamiques, spectraux et géographiques, qu’il anime en direct, inspirés de l'écoute stéréophonique, mais très rarement par des indications que l'auteur-e a données. Cette pratique vivante de ce qu’on nomme couramment la projection du son s’est maintenant largement répandue, d'abord principalement dans les pays francophones depuis la fin des années soixante-dix et le début des années quatre-vingt, puis en Europe ainsi que dans plusieurs pays d'Amérique latine, au Japon… Afin d’assurer une diffusion vivante de ces œuvres acousmatiques auprès du public, la formation et l’existence d’artistes-interprètes, praticiens à part entière de cette discipline, est indispensable. Cette approche a été portée par différents centres depuis les années 90 (Thélème Contemporain, Musique et Recherches, Motus) et  c’est dans ce but que Jonathan Prager, formé par Denis Dufour, a décidé de s’y consacrer à part entière depuis 1995. En 1997, il est nommé titulaire de l'acousmonium Motus et, en 2004, responsable de la formation des interprètes de l'acousmonium M.ar.e à Bari (Italie du sud)[passage promotionnel].

## Composition
En parallèle à la composition de médias stéréophoniques nécessitant un adaptation active pour l'espace publique du concert, les moyens d'effectuer des compositions multiphoniques se sont progressivement développés durant les années 80/90 permettant ainsi la création d'œuvres où l'espace haut-parlant pouvait être inscrit sur le support dès la conception et la composition, d'une manière partielle (le format de composition est inférieur à celui de la diffusion) ou complète (le format de composition coïncide avec celui de la diffusion). Ces techniques sont aujourd'hui largement accessibles et utilisées aussi bien au cinéma qu'en spectacle et dans le studio électroacoustique, souvent rassemblées sous le terme éqiovoque de "Spatial Audio". Elles sont souvent associées à des organisations spatiales plus ou moins standardisées comme les dômes et les formats issus du cinéma, mais sont également adaptées aux configurations par paires stéréophoniques des acousmoniums classiques. Néanmoins la plupart des acousmoniums modernes comme par exemple ceux de Beast et de Musiques et Recherches comportent un nombre plus ou moins important d'enceintes similaires disposées de manière à être compatibles avec les formats cinéma ou les dômes, et la plupart disposent au moins de l'équivalent d'un cercle octophonique.
Les compositions multiphoniques réalisées pour acousmoniums peuvent comporter un nombre quelconque de canaux, par exemple 16 canaux pour Espaces-Paradoxes de Patrick Ascione en 1986 au GRM, 32 canaux pour Going-Places de Jonty Harrison en 2015, ou 80 canaux pour les Préludes à l'espace de Jean-Marc Duchenne.
...

## Acousmoniums
Mobiles (principalement conception traditionnelle) :
- Alcôme (https://www.alcome.fr)
- Audior (https://www.audior.eu/acusmonium/)
- BEAST
- GRM (https://inagrm.com/fr/showcase/news/202/lacousmonium)
- Klang (https://klangacousmonium.wordpress.com/apropos/)
- M.ar.e
- Module étrange (http://www.module-etrange.org/module-etrange/acousmonium)
- Musiques & Recherches (https://www.musiques-recherches.be/fr/page/22-acousmonium-technical)*
- Motus (https://motus.fr/concerts-acousma/)
- Vienna Acousmonium (https://theacousmaticproject.at/the-vienna-acousmonium/?lang=en
- Sonosfera (dôme)

...
Fixes (conception étendue) :
- Audium (San-Francisco)
- Spatial Sound Institute (Budapest)
- SARC (Belfast)
- Satosphère (Montréal)
- Espace de projection, IRCAM (Paris)
- Sound Dome, ZKM (Karlsruhe)
- The Cube, Virginia Tech
- Acousmonef (La Monnerie-le-Montel)
- Cranelab (Millery)

...